# Tineola
Tineola is een geslacht van vlinders uit de familie van de echte motten (Tineidae).

## Soorten
- T. anaphecola Gozmány, 1967
- T. atricoma Meyrick, 1931
- T. biseliella

Klerenmot (Hummel, 1823)
- T. capnogramma Meyrick, 1922
- T. capnopis Meyrick, 1922
- T. corticina Meyrick, 1917
- T. dissociata Meyrick, 1922
- T. ellipticella Chrétien, 1915
- T. exsculpta Meyrick, 1917
- T. flavofimbriella Chrétien, 1925
- T. scotangela Meyrick, 1919